# 개인 보안
개인의 안보는 1948년 유엔이 채택한 세계 인권 선언에서 보장하는 기본적인 권리이다. 또한 유럽 인권 조약, 캐나다의 헌법, 남아프리카 공화국의 헌법 및 전 세계의 다른 법률에 의해 명시적으로 정의되고 보장되는 인권이기도 하다.
일반적으로 개인의 안보에 대한 권리는 자유와 관련이 있으며, 부당하게 투옥될 경우 인신보호청원과 같은 구제책을 받을 권리를 포함한다. 개인의 안보는 고문과 잔인하고 비정상적인 형벌 금지에 기반한 권리의 확장으로 볼 수도 있다. 개인의 안보에 대한 권리는 덜 치명적인 행위를 막을 수 있으며, 수감자 권리와 관련하여 사용될 수 있다.

## 유엔
개인의 안보에 대한 권리는 세계 인권 선언 제3조에 의해 보장된다. 이 조항에서 개인의 안보는 생존권 및 자유와 결합되어 있다. 전문은 "모든 사람은 생명, 자유 및 개인의 안전에 대한 권리를 가진다."고 되어 있다.
유엔 조약인 시민적 및 정치적 권리에 관한 국제규약(1966)도 개인의 안보에 대한 권리를 인정한다. 제3조는 "모든 사람은 자유와 개인의 안전에 대한 권리를 가진다."고 명시하며, 이 조항은 "자의적인 체포 또는 구금"을 금지한다. 이 조항은 "누구든지 법률에 의해 정해진 근거와 절차에 따르지 아니하고는 그 자유를 박탈당하지 아니한다."고 계속된다.

## 유럽
개인의 안보에 대한 권리는 유럽 인권 조약 제5조 (1)항의 자유와 안보에 대한 권리("모든 사람은 자유와 개인의 안보에 대한 권리를 가진다. 다음의 경우 및 법률에 규정된 절차에 따르지 아니하고는 누구도 자유를 박탈당하지 아니한다") 및 유럽 연합 기본권 헌장 제6조("모든 사람은 자유와 개인의 안보에 대한 권리를 가진다")에 명시되어 있다.

## 캐나다
개인의 안보에 대한 권리는 1960년 캐나다의 캐나다 권리장전에서 인정되었다. 이 법의 제1조 (a)항은 "개인의 생명, 자유, 개인의 안전 및 재산 향유에 대한 권리, 그리고 적법절차에 따르지 아니하고는 이를 박탈당하지 않을 권리"를 인정했다. 그러나 권리장전은 법률이었고 헌법의 일부가 아니었다.
1982년, 개인의 안보에 대한 권리가 헌법에 추가되었다. 이는 캐나다 권리 및 자유 헌장의 제7조에 포함되었는데, "모든 사람은 생명, 자유 및 개인의 안전에 대한 권리와 기본적 정의의 원칙에 따르지 아니하고는 이를 박탈당하지 않을 권리를 가진다."고 규정하고 있다. 제7조의 개인의 안보는 신체와 건강의 사생활에 대한 권리와 개인의 "심리적 완전성"을 보호하는 권리로 구성된다. 즉, 이 권리는 개인의 정신 상태에 대한 정부에 의한 중대한 해( 스트레스 )로부터 보호한다. (블렌코 대 브리티시컬럼비아 인권위원회 사건, 2000년)
이 권리는 상당한 판례를 만들어냈다. 캐나다의 낙태는 R. 대 모르겐탈러 (1988) 사건에서 대법원이 치료적 낙태 위원회가 여성의 건강을 위협하여 개인의 안보를 침해했다고 판결한 후 합법화되었다. 일부 판사들은 또한 신체에 대한 통제권이 개인의 안보 내에 있는 권리이며, 낙태법에 의해 침해되었다고 느꼈다. 작전 해체 대 국왕 (1985) 사건에서 순항 미사일 시험은 핵전쟁 위험을 야기하여 개인의 안보를 침해한다는 주장이 제기되었으나 실패했다. 쇼이 대 퀘벡주 (법무장관) (2005) 사건에서 일부 대법원 판사들은 퀘벡주의 민간 의료 금지가 의료 지연이 신체적 및 심리적 결과를 초래할 수 있기 때문에 개인의 안보를 침해한다고 간주하기도 했다.
캐나다 대법원과 학계에서는 개인의 안보가 일부 경제적 권리도 보장하는지에 대한 논의가 있어왔다. 이론적으로, 정부가 복지를 거부하거나, 직업에 필수적인 재산을 빼앗거나, 면허를 거부함으로써 개인의 소득 창출 능력을 제한한다면 개인의 안보는 침해될 것이다. 그러나 제7조는 주로 법적 권리와 관련되어 있으므로 경제적 권리에 대한 이러한 해석은 의문스럽다. 많은 경제적 문제 또한 통치행위일 수 있다.

## 남아프리카 공화국
1996년 남아프리카 공화국 정부는 제12조에서 개인의 안보에 대한 권리를 인정한 헌법적 권리장전을 채택했다. 여기서 개인의 안보는 "자유에 대한 권리"와 결합되었다. 제12조는 신체 통제 및 재생산 통제, 고문 및 잔인하고 비정상적인 형벌로부터의 자유, 재판을 받을 권리를 포함하여 개인의 안보와 자유에 대한 권리를 더 자세히 정의했다. 전문은 다음과 같다.

12. (1) 모든 사람은 자유와 개인의 안전에 대한 권리를 가지며, 이는 다음을 포함한다.
(a) 자의적으로 또는 정당한 이유 없이 자유를 박탈당하지 않을 권리;
(b) 재판 없이 구금되지 않을 권리;
(c) 공적 또는 사적 출처로부터의 모든 형태의 폭력으로부터 자유로울 권리;
(d) 어떤 식으로든 고문당하지 않을 권리; 그리고
(e) 잔인하고 비인간적이거나 굴욕적인 대우나 처벌을 받지 않을 권리.
(2) 모든 사람은 신체적, 심리적 완전성에 대한 권리를 가지며, 이는 다음을 포함한다.
(a) 재생산에 관한 결정을 내릴 권리;
(b) 자신의 신체에 대한 안전과 통제권을 가질 권리; 그리고
(c) 정보에 입각한 동의 없이 의료 또는 과학 실험을 받지 않을 권리.

## 튀르키예
튀르키예 헌법은 1982년에 제정되고 2001년에 개정된 제19조에서 자유에 대한 권리와 함께 개인의 안전을 보장한다. 이 조항은 정신 병원 및 중독자 시설, 범죄인 인도 등을 허용하는 법률에 따른 법원의 판결 형태로 이러한 권리의 제한을 명시한다. 이 조항은 또한 판사가 허용하는 경우, 충분한 시간이 없는 경우 또는 범죄를 저지른 것으로 보이는 경우에만 체포 및 구금을 제한한다. 그러면 체포된 사람은 체포 이유를 고지받게 되며, 근친자에게도 체포 사실이 통보된다. 마지막으로, 이 조항은 이러한 권리가 침해될 경우 정부의 보상을 허용한다.

## 뉴질랜드
1990년에 채택된 뉴질랜드 권리장전법은 제8조부터 제11조까지 "생명과 개인의 안전"을 보장한다. 제8조는 기본적 정의에 따라 박탈되는 경우를 제외하고는 생존권을 보장하며, 제9조는 잔인하고 비정상적인 처벌을 금지한다. 제10조는 개인의 의지에 반하여 의료 치료를 받지 않도록 금지한다. 마지막으로, 제11조는 뉴질랜드인에게 의료 치료를 받지 않을 권리를 부여한다.

## 영국
개인의 안전은 1998년 영국 인권법 제1부 제5조에 명시되어 있다. 이 버전은 이 법의 최신 형태이며, 이후 약간의 수정이 있었다. 이 새로운 법은 토니 블레어가 약속한 헌법 개혁의 한 측면을 나타낸다.

## 같이 보기
- 차별금지법
- 소비자보호
- 인간 안전
- 개인 정체성에 대한 권리
- 재산을 소유할 권리